# Ohne Erbarmen
Ohne Erbarmen (Originaltitel: Ruthless) ist ein US-amerikanisches Filmdrama aus dem Jahr 1948 von Edgar G. Ulmer mit Zachary Scott, Louis Hayward und Diana Lynn in den Hauptrollen. Der Film wurde von Producing Artists, Inc. produziert und basiert auf dem 1945 veröffentlichten Roman Prelude to Night von Dayton Stoddart.

## Handlung
Der Multimillionär Horace Vendig gibt eine Dinnerparty mit Gästen von der UNO und der US-Regierung. Einer der Gäste ist sein alter Jugendfreund und früherer Geschäftspartner Vic Lambdin, der mit seiner Freundin, der Pianistin Mallory Flagg, gekommen ist. Horace verkündet, dass er eine Friedensstiftung eingerichtet hat. Er will eines seiner Grundstücke und 25 Millionen Dollar der Stiftung übergeben. Als er mit Vic und Mallory privat sprechen will, stellt sich zu seiner Bestürzung heraus, dass Mallory Martha Burnside ist, die er mal geliebt hat. Erinnerungen an seine Kindheit kommen hoch.
Vic, Horace und Martha sind mit einem Kanu unterwegs. Als das Kanu kentert, rettet Horace Martha vor dem Ertrinken. Marthas Mutter bedankt sich für die Rettung, während seine Mutter Kate, eine Klavierlehrerin, glaubt, die gesellschaftlich höher stehende Mrs. Burnside würde auf sie herabschauen. Horace und Vic besuchen Horaces Vater Pete, der ein Fischrestaurant besitzt. Pete sieht seinen Sohn nur unregelmäßig und gibt ihm ein wenig Geld für neue Kleidung. Als Horace nach Hause kommt, bemerkt er, dass seine Mutter einen Verehrer hat. Unglücklich über seine Lebensumstände sucht Horace die Burnsides auf, die ihn aus Dankbarkeit aufnehmen.
Jahre später, als Martha 18 wird, kommt Vic vom College zurück. Vic und Martha sind einige Male ausgegangen, doch nun scheint sie ihr Interesse an ihm verloren zu haben. Er bittet Horace, mit Martha zu sprechen. Die sagt ihm, dass sie nicht Vic, sondern ihn liebe. Die drei sprechen sich aus und Vic akzeptiert Marthas Entscheidung. Horace und Martha werden ein Paar. Der ambitionierte Horace will seine Arbeit bei einer Versicherung aufgeben und in Harvard studieren. Trotz der hohen Kosten stimmen die Burnsides zu.
Auf der Universität freundet sich Horace mit dem wohlhabenden Bradford Duane und dessen Schwester Susan an. Er lässt Martha bei einer Verabredung sitzen und besucht stattdessen die Duanes. Er lernt Bradfords Onkel J. Norton Sims kennen, der von Horaces Kenntnis der Börse so beeindruckt ist, dass er ihm einen Posten als Managerassistent in seinem Unternehmen anbietet. Horace nimmt an und bricht sein Studium ab. Er und Susan werden heimlich ein Paar. Horace besucht Martha, um sie wissen zu lassen, dass er sie verlassen wird, um in New York Karriere zu machen.
In der Gegenwart tanzt Horace mit Mallory/Martha. Zusammen mit Vic begegnen sie Buck und Christa Mansfield, die mit Horace geschäftlich zu tun hatten.
Vic, nun ein angesehener Ingenieur, kehrt aus Südamerika zurück. Er informiert Horace, dass die Burnsides gestorben und Martha verschwunden sei. Horace plant, ein Unternehmen von den Mansfields zu übernehmen. Er überzeugt Vic, als Partner einzusteigen und nimmt über Susan Kontakt mit dem Bankier Bruce McDonald auf. Während Vic die Übernahme als Chance sieht, ein Monopol zu beenden und sich um arme Menschen zu kümmern, ist Horace nur an Geld und Macht interessiert. Zuerst kann Mansfield die Übernahme verhindern, doch Horace verführt seine junge Frau Christa, die ihm Informationen zukommen lässt, die die Übernahme doch möglich machen. Susan erfährt vom Seitensprung und verlässt Horace. Christa wiederum verlässt ihren Mann, der nun alt und besiegt sei und heiratet Horace.
Fünf Jahre später wollen sich Horace und Christa wieder scheiden lassen. Vic kommt von einer Reise zurück und findet den verzweifelten McDonald vor, der vier Tage lang versucht hat, von Horace ein Darlehen zu bekommen, um seine durch Horaces Machenschaften in finanzielle Bedrängnis geratene Bank zu retten. Vic spricht mit Horace über das Darlehen, doch McDonald begeht in seiner Verzweiflung im Vorzimmer Selbstmord. Voller Wut beendet Vic die Partnerschaft.
Auf der Dinnerparty erzählt Horace Mallory, dass er, auch wenn er sie verlassen hat, sie immer noch liebe. Horace will mit seiner Yacht eine lange Reise unternehmen, deshalb begleiten ihn Vic und Mallory zum Pier, um sich zu verabschieden. Am Pier verurteilt Vic nochmals Horaces Geschäftsgebaren und seine Lebensweise, als der rachsüchtige Buck Mansfield auftaucht und sich auf Horace stürzt. Vic wird zur Seite geschubst, stürzt und schlägt sich den Kopf an. Mallory versucht, Vic wieder zu sich zu bringen, als Mansfield und Horace vom Pier stürzen und unter Wasser verschwinden.

## Produktion

### Hintergrund
Gedreht wurde der Film ab dem 19. August 1947 auf Santa Catalina Island sowie in den Universal-Studios in Universal City, den Republic-Studios in North Hollywood und den Motion Picture Center Studios in Hollywood. Die Regie führte der gebürtige Österreicher Edgar G. Ulmer, der sich als Spezialist für günstig gedrehte, aber sehenswerte B-Filme in der Filmgeschichte einen Namen machen konnte. Der bei United Artists entstandene Ruthless gilt dabei als einer der Filme, bei denen Ulmer für seine Verhältnisse viel Geld zur Verfügung stand.

### Stab
Frank Paul Sylos war der Art Director, Edward R. Robinson der Szenenbildner. Paul Dessau war der musikalische Direktor.

### Besetzung
In kleinen, nicht im Abspann erwähnten Nebenrollen traten Stuart Holmes und Harold Miller auf.

## Veröffentlichung
Die Premiere des Films fand am 16. April 1948 in Chicago statt. In der Bundesrepublik Deutschland kam er 1952 in die Kinos, in Österreich schon 1951. Er wurde auch unter dem Titel Skrupellos gezeigt.

## Kritiken
Das Lexikon des internationalen Films schrieb: „Ein effektvolles Melodram, in den männlichen Hauptrollen gut gespielt, in Handlungsaufbau und Charakterzeichnung den Klischees des Genres folgend.“
Die Filmzeitschrift Cinema befand: „Fazit: „Schwarze Perle“ unter den B-Filmen der 40er.“
Der Kritiker des Magazins Time Out notierte, dass die Effektivität von Ulmers Poesie, besonders zum Ende hin, über jeden Zweifel erhaben sei.
Dave Kehr schrieb im Chicago Reader, das Genie Ulmer wandele die budgetbedingten Einschränkungen mit seinem minimalistischen Stil in positive Vorzüge um. Eine existenzielle Krise sei in jeder wackeligen Kameraeinstellung enthalten. Der Film sei nicht jedermanns Geschmack, sei aber eine Art sandgestrahltes Meisterwerk.
Für Richard Brody in The New Yorker ist Ulmers Regie „monumental und detailreich, auf barocke Weise voller Gesten und kalter Gewalt“. Der Film sei von der Finanzwelt, den sexuellen Begierden der Protagonisten und den aus beiden Faktoren entstehenden Erniedrigungen fasziniert. Das grimmige Filmende wirke nach heutigen Standards „fast bolschewistisch“.
Der Kritiker des TV Guide bescheinigte dem Regisseur, dass er die Multiflashback-Struktur des Films mit elegantem Schwung beherrsche. Hinzu komme eine melodramatische Geschichte mit glaubwürdigen Darstellungen und genug psychologischer Tiefe, so dass sie nicht ins Kitschige verfalle.